# Ján Bátik
Ján Bátik, född den 17 januari 1986 i Liptovský Mikuláš, Slovakien, är en slovakisk kanotist.
Bátik tog VM-guld i C-2 i slalom 2009 i La Seu d'Urgell.